# Élections cantonales de 1937 dans la Somme
Les élections cantonales françaises de 1937 ont eu lieu le 10 et le 17 octobre 1937.

## Contexte départemental

### Assemblée départementale sortante
Avant les élections, le conseil général de la Somme est présidé par Anatole Jovelet (PRRRS), à la tête du département depuis 1928. Il comprend 41 conseillers généraux issus des 41 cantons de la Somme. 21 d'entre eux sont renouvelables lors de ces élections.
| Parti                                            | Sigle | Sigle | Élus |
| ------------------------------------------------ | ----- | ----- | ---- |
| Centre-gauche (22 sièges)                        |       |       |      |
| Parti républicain, radical et radical-socialiste |       | PRRRS | 20   |
| Union socialiste républicaine                    |       | USR   | 2    |
| Centre-droit (15 sièges)                         |       |       |      |
| Alliance démocratique                            |       | AD    | 11   |
| Radicaux indépendants                            |       | RI    | 4    |
| Droite (3 sièges)                                |       |       |      |
| Fédération républicaine                          |       | FR    | 3    |
| Gauche (1 siège)                                 |       |       |      |
| Section française de l'Internationale ouvrière   |       | SFIO  | 1    |
| Président du conseil général                     |       |       |      |
| Anatole Jovelet (PRRRS)                          |       |       |      |

## Résultats à l'échelle du département
| Parti          | Parti                                            | Premier tour | Premier tour | Second tour | Second tour | Sièges |
| Parti          | Parti                                            | Voix         | %            | Voix        | %           | Sièges |
| -------------- | ------------------------------------------------ | ------------ | ------------ | ----------- | ----------- | ------ |
|                | Section française de l'Internationale ouvrière   | 15 141       | 25,06        | 4 598       | 12,53       | 2      |
|                | Parti républicain, radical et radical-socialiste | 13 976       | 23,13        | 12 120      | 33,03       | 6      |
|                | Parti communiste (SFIC)                          | 11 691       | 19,35        | 10 959      | 29,86       | 3      |
|                | Alliance démocratique                            | 6 879        | 11,39        | 1 127       | 3,07        | 5      |
|                | Radicaux indépendants                            | 5 628        | 9,32         | 3 419       | 9,32        | 2      |
|                | Fédération républicaine                          | 2 499        | 4,14         | 830         | 2,26        | 1      |
|                | Union socialiste républicaine                    | 1 916        | 3,17         | 1 381       | 3,76        | 2      |
|                | Parti social français                            | 982          | 1,63         |             |             |        |
|                | Parti agraire et paysan français                 |              |              | 950         | 2,59        |        |
|                |                                                  |              |              |             |             |        |
| Inscrits       | Inscrits                                         | 72 379       | 100,00       | 44 197      | 100,00      |        |
| Abstentions    | Abstentions                                      | 11 643       | 16,09        | 7 183       | 16,25       |        |
| Votants        | Votants                                          | 60 736       | 83,91        | 37 014      | 83,75       |        |
| Blancs et nuls | Blancs et nuls                                   | 325          | 0,54         | 315         | 0,85        |        |
| Exprimés       | Exprimés                                         | 60 411       | 99,46        | 36 699      | 99,15       |        |

## Conseil général élu
| Canton             | Conseiller sortant | Étiquette | Candidat élu       | Étiquette |
| ------------------ | ------------------ | --------- | ------------------ | --------- |
| Abbeville-Sud      | Paul Gaillard      | AD        | André Massonneau   | SFIO      |
| Acheux-en-Amiénois | Eugène Hourdequin  | AD        | Eugène Hourdequin  | AD        |
| Albert             | Henry Potez        | PRRRS     | Henry Potez        | PRRRS     |
| Amiens-Nord-Ouest  | Prosper Francq *   | PRRRS     | Henry Wattebled    | PC-SFIC   |
| Amiens-Sud-Est     | Adrien Dupuis      | SFIO      | Augustin Dujardin  | PC-SFIC   |
| Ault               | Jules Lecat        | PRRRS     | Jules Lecat        | PRRRS     |
| Chaulnes           | Eugène Boinet      | AD        | Eugène Boinet      | AD        |
| Combles            | Léon Carré *       | PRRRS     | Georges Guillemont | RI        |
| Conty              | Alexis de l'Épine  | FR        | Raymond Bernard    | PRRRS     |
| Corbie             | Lucien Sellier ¹   | PRRRS     | Léon Lemaire       | PC-SFIC   |
| Crécy-en-Ponthieu  | Jean Coache        | AD        | Jean Coache        | AD        |
| Domart-en-Ponthieu | Anatole Jovelet    | PRRRS     | Anatole Jovelet    | PRRRS     |
| Hallencourt        | Arthur Lourdelle * | AD        | Albert Lefebvre    | PRRRS     |
| Ham                | Auguste Rougé *    | PRRRS     | Robert Aubert      | SFIO      |
| Hornoy-le-Bourg    | Georges Manchion   | AD        | Georges Manchion   | AD        |
| Molliens-Vidame    | Edmond Cavillon    | RI        | Edmond Cavillon    | RI        |
| Montdidier         | Louis Lematte      | PRRRS     | Louis Lematte      | PRRRS     |
| Moreuil            | Marcel Ferbus      | USR       | Marcel Ferbus      | USR       |
| Moyenneville       | Léon Mabille       | RI        | Léon Mabille       | RI        |
| Péronne            | Louis Daudré       | AD        | Louis Daudré       | AD        |
| Rue                | Ernest Dumont      | FR        | Ernest Dumont      | FR        |

*Conseillers généraux sortants ne se représentant pas
¹ Siège vacant à la suite du décès de Lucien Sellier le 22 juin 1937.

### Élus
| Partis              | Partis                                           | Conseillers sortants | Conseillers élus | Évolution     |
| ------------------- | ------------------------------------------------ | -------------------- | ---------------- | ------------- |
|                     | Alliance démocratique                            | 7                    | 5                | 2             |
|                     | Radicaux indépendants                            | 2                    | 3                | 1             |
| Total Centre-droit  | Total Centre-droit                               | 9                    | 8                | 1             |
|                     | Parti républicain, radical et radical-socialiste | 8                    | 6                | 2             |
|                     | Union socialiste républicaine                    | 1                    | 1                | en stagnation |
| Total Centre-gauche | Total Centre-gauche                              | 9                    | 7                | 2             |
|                     | Parti communiste (SFIC)                          | 0                    | 3                | 3             |
|                     | Section française de l'Internationale ouvrière   | 1                    | 2                | 1             |
| Total Gauche        | Total Gauche                                     | 1                    | 5                | 4             |
|                     | Fédération républicaine                          | 2                    | 1                | 1             |
| Total Droite        | Total Droite                                     | 2                    | 1                | 1             |

### Groupes politiques
| Parti                                            | Sigle | Sigle   | Élus |
| ------------------------------------------------ | ----- | ------- | ---- |
| Centre-gauche (21 sièges)                        |       |         |      |
| Parti républicain, radical et radical-socialiste |       | PRRRS   | 18   |
| Union socialiste républicaine                    |       | USR     | 2    |
| Centre-droit (14 sièges)                         |       |         |      |
| Alliance démocratique                            |       | AD      | 9    |
| Radicaux indépendants                            |       | RI      | 5    |
| Gauche (5 sièges)                                |       |         |      |
| Parti communiste (SFIC)                          |       | PC-SFIC | 3    |
| Section française de l'Internationale ouvrière   |       | SFIO    | 2    |
| Droite (2 sièges)                                |       |         |      |
| Fédération républicaine                          |       | FR      | 2    |
| Président du conseil général                     |       |         |      |
| Anatole Jovelet (PRRRS)                          |       |         |      |

## Résultats par canton

### Canton d'Abbeville-Sud
| Candidats      | Candidats        | Étiquette      | Premier tour | Premier tour | Second tour | Second tour |
| Candidats      | Candidats        | Étiquette      | Voix         | %            | Voix        | %           |
| -------------- | ---------------- | -------------- | ------------ | ------------ | ----------- | ----------- |
|                | Paul Gaillard*   | AD             | 948          | 39,32        | 1 109       | 45,36       |
|                | André Massonneau | SFIO           | 830          | 34,43        | 1 336       | 54,64       |
|                | Dr Crépin        | PRRRS          | 331          | 13,73        |             |             |
|                | Henry Leroy      | PC-SFIC        | 302          | 12,53        |             |             |
|                |                  |                |              |              |             |             |
| Inscrits       | Inscrits         | Inscrits       | 2 885        | 100,00       | 2 885       | 100,00      |
| Abstentions    | Abstentions      | Abstentions    | 471          | 16,33        | 436         | 15,11       |
| Votants        | Votants          | Votants        | 2 414        | 83,67        | 2 449       | 84,89       |
| Blancs et nuls | Blancs et nuls   | Blancs et nuls | 3            | 0,12         | 4           | 0,16        |
| Exprimés       | Exprimés         | Exprimés       | 2 411        | 99,88        | 2 445       | 99,84       |

*sortant

### Canton d'Acheux-en-Amiénois
|                | Eugène Hourdequin* | AD             | 1 146 | 55,93  |  |  |
|                | Léon Bertrand      | PRRRS          | 507   | 24,74  |  |  |
|                | M. Galasse         | SFIO           | 229   | 11,18  |  |  |
|                | Lucien Dauthieux   | PC-SFIC        | 167   | 8,15   |  |  |
|                |                    |                |       |        |  |  |
| Inscrits       | Inscrits           | Inscrits       | 2 364 | 100,00 |  |  |
| Abstentions    | Abstentions        | Abstentions    | 310   | 13,11  |  |  |
| Votants        | Votants            | Votants        | 2 054 | 86,89  |  |  |
| Blancs et nuls | Blancs et nuls     | Blancs et nuls | 5     | 0,24   |  |  |
| Exprimés       | Exprimés           | Exprimés       | 2 049 | 99,76  |  |  |

*sortant

### Canton d'Albert
| Candidats      | Candidats      | Étiquette      | Premier tour | Premier tour | Second tour | Second tour |
| Candidats      | Candidats      | Étiquette      | Voix         | %            | Voix        | %           |
| -------------- | -------------- | -------------- | ------------ | ------------ | ----------- | ----------- |
|                | Henry Potez*   | PRRRS          | 1 904        | 49,75        | 2 096       | 52,48       |
|                | Alfred Basquin | SFIO           | 1 241        | 32,43        | 1 898       | 47,52       |
|                | M. Durand      | PC-SFIC        | 682          | 17,82        |             |             |
|                |                |                |              |              |             |             |
| Inscrits       | Inscrits       | Inscrits       | 4 634        | 100,00       | 4 637       | 100,00      |
| Abstentions    | Abstentions    | Abstentions    | 806          | 17,39        | 639         | 13,78       |
| Votants        | Votants        | Votants        | 3 828        | 82,61        | 3 995       | 86,22       |
| Blancs et nuls | Blancs et nuls | Blancs et nuls | 1            | 0,01         | 1           | 0,01        |
| Exprimés       | Exprimés       | Exprimés       | 3 827        | 99,99        | 3 994       | 99,99       |

*sortant

### Canton d'Amiens-Nord-Ouest
| Candidats      | Candidats       | Étiquette      | Premier tour | Premier tour | Second tour | Second tour |
| Candidats      | Candidats       | Étiquette      | Voix         | %            | Voix        | %           |
| -------------- | --------------- | -------------- | ------------ | ------------ | ----------- | ----------- |
|                | Henry Wattebled | PC-SFIC        | 1 529        | 42,47        | 2 062       | 57,36       |
|                | Jules Durand    | RI             | 1 469        | 40,81        | 1 533       | 42,64       |
|                | Léon Tellier    | SFIO           | 602          | 16,72        |             |             |
|                |                 |                |              |              |             |             |
| Inscrits       | Inscrits        | Inscrits       | 4 410        | 100,00       | 4 412       | 100,00      |
| Abstentions    | Abstentions     | Abstentions    | 737          | 16,71        | 751         | 17,02       |
| Votants        | Votants         | Votants        | 3 673        | 83,29        | 3 661       | 82,98       |
| Blancs et nuls | Blancs et nuls  | Blancs et nuls | 73           | 1,99         | 66          | 1,80        |
| Exprimés       | Exprimés        | Exprimés       | 3 600        | 98,01        | 3 595       | 98,20       |

*sortant

### Canton d'Amiens-Sud-Est
| Candidats      | Candidats         | Étiquette      | Premier tour | Premier tour | Second tour | Second tour |
| Candidats      | Candidats         | Étiquette      | Voix         | %            | Voix        | %           |
| -------------- | ----------------- | -------------- | ------------ | ------------ | ----------- | ----------- |
|                | Édile Pépin       | PRRRS          | 3 088        | 38,24        | 3 823       | 47,18       |
|                | Augustin Dujardin | PC-SFIC        | 2 832        | 35,07        | 4 280       | 52,82       |
|                | Adrien Dupuis*    | SFIO           | 2 156        | 26,70        |             |             |
|                |                   |                |              |              |             |             |
| Inscrits       | Inscrits          | Inscrits       | 10 399       | 100,00       | 10 399      | 100,00      |
| Abstentions    | Abstentions       | Abstentions    | 2 251        | 21,65        | 2 128       | 20,46       |
| Votants        | Votants           | Votants        | 8 148        | 78,35        | 8 271       | 79,54       |
| Blancs et nuls | Blancs et nuls    | Blancs et nuls | 72           | 0,88         | 168         | 2,03        |
| Exprimés       | Exprimés          | Exprimés       | 8 076        | 99,12        | 8 103       | 97,97       |

*sortant

### Canton d'Ault
| Candidats      | Candidats      | Étiquette      | Premier tour | Premier tour | Second tour | Second tour |
| Candidats      | Candidats      | Étiquette      | Voix         | %            | Voix        | %           |
| -------------- | -------------- | -------------- | ------------ | ------------ | ----------- | ----------- |
|                | Jules Lecat*   | PRRRS          | 2 292        | 46,73        | 2 586       | 51,78       |
|                | Victor Flamant | PC-SFIC        | 1 369        | 27,91        | 2 408       | 48,22       |
|                | Fernand Noël   | SFIO           | 1 244        | 25,36        |             |             |
|                |                |                |              |              |             |             |
| Inscrits       | Inscrits       | Inscrits       | 5 790        | 100,00       | 5 788       | 100,00      |
| Abstentions    | Abstentions    | Abstentions    | 881          | 15,22        | 781         | 13,49       |
| Votants        | Votants        | Votants        | 4 909        | 84,78        | 5 007       | 86,51       |
| Blancs et nuls | Blancs et nuls | Blancs et nuls | 4            | 0.01         | 13          | 0,26        |
| Exprimés       | Exprimés       | Exprimés       | 4 905        | 99,99        | 4 994       | 99,74       |

*sortant

### Canton de Chaulnes
|                | Eugène Boinet* | AD             | 953   | 65,86  |  |  |
|                | M. Tevenard    | SFIO           | 333   | 23,01  |  |  |
|                | M. Hermann     | PC-SFIC        | 161   | 11,13  |  |  |
|                |                |                |       |        |  |  |
| Inscrits       | Inscrits       | Inscrits       | 1 793 | 100,00 |  |  |
| Abstentions    | Abstentions    | Abstentions    | 339   | 18,91  |  |  |
| Votants        | Votants        | Votants        | 1 454 | 81,09  |  |  |
| Blancs et nuls | Blancs et nuls | Blancs et nuls | 7     | 0,48   |  |  |
| Exprimés       | Exprimés       | Exprimés       | 1 447 | 99,52  |  |  |

*sortant

### Canton de Combles
|                | Georges Guillemont | RI             | 1 116 | 80,52  |  |  |
|                | M. Tellier         | PC-SFIC        | 270   | 19,48  |  |  |
|                |                    |                |       |        |  |  |
| Inscrits       | Inscrits           | Inscrits       | 1 747 | 100,00 |  |  |
| Abstentions    | Abstentions        | Abstentions    | 325   | 18,60  |  |  |
| Votants        | Votants            | Votants        | 1 422 | 81,40  |  |  |
| Blancs et nuls | Blancs et nuls     | Blancs et nuls | 36    | 2,53   |  |  |
| Exprimés       | Exprimés           | Exprimés       | 1 386 | 97,47  |  |  |

*sortant

### Canton de Conty
| Candidats      | Candidats          | Étiquette      | Premier tour | Premier tour | Second tour | Second tour |
| Candidats      | Candidats          | Étiquette      | Voix         | %            | Voix        | %           |
| -------------- | ------------------ | -------------- | ------------ | ------------ | ----------- | ----------- |
|                | Alexis de l'Épine* | FR             | 788          | 43,18        | 830         | 44,74       |
|                | Raymond Bernard    | PRRRS          | 732          | 40,11        | 1 025       | 55,26       |
|                | M. Duvivier        | PC-SFIC        | 305          | 16,71        |             |             |
|                |                    |                |              |              |             |             |
| Inscrits       | Inscrits           | Inscrits       | 2 081        | 100,00       | 2 081       | 100,00      |
| Abstentions    | Abstentions        | Abstentions    | 255          | 12,25        | 224         | 10,76       |
| Votants        | Votants            | Votants        | 1 826        | 87,75        | 1 857       | 89,24       |
| Blancs et nuls | Blancs et nuls     | Blancs et nuls | 1            | 0,01         | 2           | 0,01        |
| Exprimés       | Exprimés           | Exprimés       | 1 825        | 99,99        | 1 855       | 99,99       |

*sortant

### Canton de Corbie
| Candidats      | Candidats       | Étiquette      | Premier tour | Premier tour | Second tour | Second tour |
| Candidats      | Candidats       | Étiquette      | Voix         | %            | Voix        | %           |
| -------------- | --------------- | -------------- | ------------ | ------------ | ----------- | ----------- |
|                | Théodule Tierce | RI             | 1 711        | 42,68        | 1 886       | 46,12       |
|                | Léon Lemaire    | PC-SFIC        | 1 518        | 37,86        | 2 203       | 53,88       |
|                | Paul Domisse    | SFIO           | 780          | 19,46        |             |             |
|                |                 |                |              |              |             |             |
| Inscrits       | Inscrits        | Inscrits       | 4 759        | 100,00       | 4 759       | 100,00      |
| Abstentions    | Abstentions     | Abstentions    | 735          | 15,44        | 654         | 13,74       |
| Votants        | Votants         | Votants        | 4 024        | 84,56        | 4 105       | 86,26       |
| Blancs et nuls | Blancs et nuls  | Blancs et nuls | 15           | 0,37         | 16          | 0,39        |
| Exprimés       | Exprimés        | Exprimés       | 4 009        | 99,63        | 4 089       | 99,61       |

*sortant

### Canton de Crécy-en-Ponthieu
|                | Jean Coache*   | AD             | 1 229 | 58,52  |  |  |
|                | M. Duquemont   | SFIO           | 871   | 41,48  |  |  |
|                |                |                |       |        |  |  |
| Inscrits       | Inscrits       | Inscrits       | 2 354 | 100,00 |  |  |
| Abstentions    | Abstentions    | Abstentions    | 244   | 10,37  |  |  |
| Votants        | Votants        | Votants        | 2 110 | 89,63  |  |  |
| Blancs et nuls | Blancs et nuls | Blancs et nuls | 10    | 0,47   |  |  |
| Exprimés       | Exprimés       | Exprimés       | 2 100 | 99,53  |  |  |

*sortant

### Canton de Domart-en-Ponthieu
| Candidats      | Candidats        | Étiquette      | Premier tour | Premier tour | Second tour | Second tour |
| Candidats      | Candidats        | Étiquette      | Voix         | %            | Voix        | %           |
| -------------- | ---------------- | -------------- | ------------ | ------------ | ----------- | ----------- |
|                | Anatole Jovelet* | PRRRS          | 1 252        | 40,45        | 2 590       | 99,08       |
|                | Eugène Aubey     | SFIO           | 695          | 22,46        |             |             |
|                | M. Lefebvre      | AD             | 612          | 19,77        | 18          | 0,69        |
|                | M. Ancelin       | PC-SFIC        | 536          | 17,32        | 6           | 0,23        |
|                |                  |                |              |              |             |             |
| Inscrits       | Inscrits         | Inscrits       | 3 471        | 100,00       | 3 464       | 100,00      |
| Abstentions    | Abstentions      | Abstentions    | 368          | 10,60        | 808         | 23,33       |
| Votants        | Votants          | Votants        | 3 103        | 89,40        | 2 656       | 76,67       |
| Blancs et nuls | Blancs et nuls   | Blancs et nuls | 8            | 0,26         | 42          | 1,58        |
| Exprimés       | Exprimés         | Exprimés       | 3 095        | 99,74        | 2 614       | 98,42       |

*sortant

### Canton d'Hallencourt
|                | Albert Lefebvre   | PRRRS          | 1 394 | 63,45  |  |  |
|                | Victorien Miannay | SFIO           | 408   | 18,57  |  |  |
|                | M. Dufourmantelle | PC-SFIC        | 395   | 17,98  |  |  |
|                |                   |                |       |        |  |  |
| Inscrits       | Inscrits          | Inscrits       | 2 606 | 100,00 |  |  |
| Abstentions    | Abstentions       | Abstentions    | 394   | 15,12  |  |  |
| Votants        | Votants           | Votants        | 2 212 | 84,88  |  |  |
| Blancs et nuls | Blancs et nuls    | Blancs et nuls | 15    | 0,68   |  |  |
| Exprimés       | Exprimés          | Exprimés       | 2 197 | 99,32  |  |  |

*sortant

### Canton de Ham
| Candidats      | Candidats      | Étiquette      | Premier tour | Premier tour | Second tour | Second tour |
| Candidats      | Candidats      | Étiquette      | Voix         | %            | Voix        | %           |
| -------------- | -------------- | -------------- | ------------ | ------------ | ----------- | ----------- |
|                | Dr Puche       | PSF            | 982          | 37,07        | 1 312       | 49,13       |
|                | Robert Aubert  | SFIO           | 917          | 34,62        | 1 364       | 50,87       |
|                | M. Tattegrain  | PRRRS          | 464          | 17,52        |             |             |
|                | M. Delage      | PC-SFIC        | 286          | 10,80        |             |             |
|                |                |                |              |              |             |             |
| Inscrits       | Inscrits       | Inscrits       | 3 035        | 100,00       | 2 895       | 100,00      |
| Abstentions    | Abstentions    | Abstentions    | 405          | 13,34        | 219         | 7,56        |
| Votants        | Votants        | Votants        | 2 650        | 86,66        | 2 676       | 92,44       |
| Blancs et nuls | Blancs et nuls | Blancs et nuls | 1            | 0,01         | 0           | 0,00        |
| Exprimés       | Exprimés       | Exprimés       | 2 649        | 99,99        | 2 676       | 100,00      |

*sortant

### Canton de Hornoy-le-Bourg
|                | Georges Manchion* | AD             | 1 019 | 65,91  |  |  |
|                | M. Marquant       | PRRRS          | 222   | 14,36  |  |  |
|                | M. François       | SFIO           | 174   | 11,26  |  |  |
|                | M. Ruellan        | PC-SFIC        | 131   | 8,47   |  |  |
|                |                   |                |       |        |  |  |
| Inscrits       | Inscrits          | Inscrits       | 1 785 | 100,00 |  |  |
| Abstentions    | Abstentions       | Abstentions    | 235   | 13,17  |  |  |
| Votants        | Votants           | Votants        | 1 550 | 86,83  |  |  |
| Blancs et nuls | Blancs et nuls    | Blancs et nuls | 4     | 0,26   |  |  |
| Exprimés       | Exprimés          | Exprimés       | 1 546 | 99,74  |  |  |

*sortant

### Canton de Molliens-Vidame
|                | Edmond Cavillon* | RI             | 1 332 | 68,10  |  |  |
|                | M. Reinel        | PC-SFIC        | 423   | 21,62  |  |  |
|                | M. Descheyrer    | SFIO           | 201   | 10,28  |  |  |
|                |                  |                |       |        |  |  |
| Inscrits       | Inscrits         | Inscrits       | 2 282 | 100,00 |  |  |
| Abstentions    | Abstentions      | Abstentions    | 317   | 13,89  |  |  |
| Votants        | Votants          | Votants        | 1 965 | 86,11  |  |  |
| Blancs et nuls | Blancs et nuls   | Blancs et nuls | 9     | 0,46   |  |  |
| Exprimés       | Exprimés         | Exprimés       | 1 956 | 99,54  |  |  |

*sortant

### Canton de Montdidier
|                | Louis Lematte*    | PRRRS          | 1 443 | 59,75  |  |  |
|                | Octave Delaruelle | SFIO           | 833   | 34,49  |  |  |
|                | M. Durant         | PC-SFIC        | 139   | 5,76   |  |  |
|                |                   |                |       |        |  |  |
| Inscrits       | Inscrits          | Inscrits       | 2 950 | 100,00 |  |  |
| Abstentions    | Abstentions       | Abstentions    | 534   | 18,10  |  |  |
| Votants        | Votants           | Votants        | 2 416 | 81,90  |  |  |
| Blancs et nuls | Blancs et nuls    | Blancs et nuls | 1     | 0,01   |  |  |
| Exprimés       | Exprimés          | Exprimés       | 2 415 | 99,99  |  |  |

*sortant

### Canton de Moreuil
| Candidats      | Candidats      | Étiquette      | Premier tour | Premier tour | Second tour | Second tour |
| Candidats      | Candidats      | Étiquette      | Voix         | %            | Voix        | %           |
| -------------- | -------------- | -------------- | ------------ | ------------ | ----------- | ----------- |
|                | Michel Brille  | AD             | 972          | 40,94        |             |             |
|                | Marcel Ferbus* | USR            | 759          | 31,97        | 1 381       | 59,24       |
|                | M. Lenne       | SFIO           | 405          | 17,06        |             |             |
|                | M. Poitevin    | PC-SFIC        | 238          | 10,03        |             |             |
|                | M. Luez        | PAPF           |              |              | 950         | 40,76       |
|                |                |                |              |              |             |             |
| Inscrits       | Inscrits       | Inscrits       | 2 879        | 100,00       | 2 877       | 100,00      |
| Abstentions    | Abstentions    | Abstentions    | 505          | 17,54        | 543         | 18,87       |
| Votants        | Votants        | Votants        | 2 374        | 82,46        | 2 334       | 81,13       |
| Blancs et nuls | Blancs et nuls | Blancs et nuls | 0            | 0,00         | 3           | 0,13        |
| Exprimés       | Exprimés       | Exprimés       | 2 374        | 100,00       | 2 331       | 99,87       |

*sortant

### Canton de Moyenneville
|                | Léon Mabille*      | RI             | 1 157 | 50,77  |  |  |
|                | Édouard Delozières | SFIO           | 1 122 | 49,23  |  |  |
|                |                    |                |       |        |  |  |
| Inscrits       | Inscrits           | Inscrits       | 2 683 | 100,00 |  |  |
| Abstentions    | Abstentions        | Abstentions    | 400   | 14,91  |  |  |
| Votants        | Votants            | Votants        | 2 283 | 85,09  |  |  |
| Blancs et nuls | Blancs et nuls     | Blancs et nuls | 4     | 0,18   |  |  |
| Exprimés       | Exprimés           | Exprimés       | 2 279 | 99,82  |  |  |

*sortant

### Canton de Péronne
|                | Louis Daudré*  | AD             | 1 722 | 54,79  |  |  |
|                | M. Carpentier  | SFIO           | 1 121 | 35,67  |  |  |
|                | M. André       | PC-SFIC        | 300   | 9,54   |  |  |
|                |                |                |       |        |  |  |
| Inscrits       | Inscrits       | Inscrits       | 3 778 | 100,00 |  |  |
| Abstentions    | Abstentions    | Abstentions    | 581   | 15,38  |  |  |
| Votants        | Votants        | Votants        | 3 197 | 84,62  |  |  |
| Blancs et nuls | Blancs et nuls | Blancs et nuls | 54    | 1,69   |  |  |
| Exprimés       | Exprimés       | Exprimés       | 3 143 | 98,31  |  |  |

*sortant

### Canton de Rue
|                | Ernest Dumont* | FR             | 1 711 | 54,41  |  |  |
|                | Gabriel Deray  | SFIO           | 979   | 31,13  |  |  |
|                | M. Poupart     | PRRRS          | 347   | 11,03  |  |  |
|                | M. Chartrel    | PC-SFIC        | 108   | 3,43   |  |  |
|                |                |                |       |        |  |  |
| Inscrits       | Inscrits       | Inscrits       | 3 694 | 100,00 |  |  |
| Abstentions    | Abstentions    | Abstentions    | 547   | 14,81  |  |  |
| Votants        | Votants        | Votants        | 3 147 | 85,19  |  |  |
| Blancs et nuls | Blancs et nuls | Blancs et nuls | 2     | 0,01   |  |  |
| Exprimés       | Exprimés       | Exprimés       | 3 145 | 99,99  |  |  |

*sortant